# Aeropuerto de Jabalpur
El Aeropuerto de Jabalpur (IATA: JLR, OACI: VAJB) es un aeropuerto en Jabalpur, Madhya Pradesh, India. El aeropuerto inició sus operaciones regulares de pasajeros el 23 de abril de 2005 con Air Deccan tras varios retrasos debido a la necesidad de implementación de un sistema de seguridad.

## Aerolíneas y destinos
| Aerolíneas   | Destinos                 |
| ------------ | ------------------------ |
| Alliance Air | Bilaspur, Delhi          |
| IndiGo       | Delhi, Hyderabad, Indore |
| SpiceJet     | Bombay, Delhi, Hyderabad |

## Estadísticas
Ver fuente y consulta Wikidata.